# Lowsonford
Lowsonford – wieś w Anglii, w hrabstwie Warwickshire, w dystrykcie Stratford-on-Avon. Leży 10 km na zachód od miasta Warwick i 142 km na północny zachód od Londynu.